# Lanius bucephalus
Lanius bucephalus е вид птица от семейство Laniidae.

## Разпространение
Видът е разпространен в Китай, Русия, Северна Корея, Южна Корея и Япония.